# Freeman Island
Freeman Island ist eine kleine Insel, die zur Gruppe der San Juan Islands im US-Bundesstaat Washington gehört. Ihre östliche Nachbarinsel ist Orcas Island.
Ihren Namen erhielt die Insel von Charles Wilkes während der sogenannten Wilkes-Expedition von 1838 bis 1842 zu Ehren von J.D. Freeman, dem Segelmacher der Expedition, ursprünglich in der Schreibweise Freeman's Island.
Freeman Island befindet sich gegenüber dem YMCA-Camp Orkila und ist ein populäres Ausflugsziel für Camper.